# Salzmannstraße

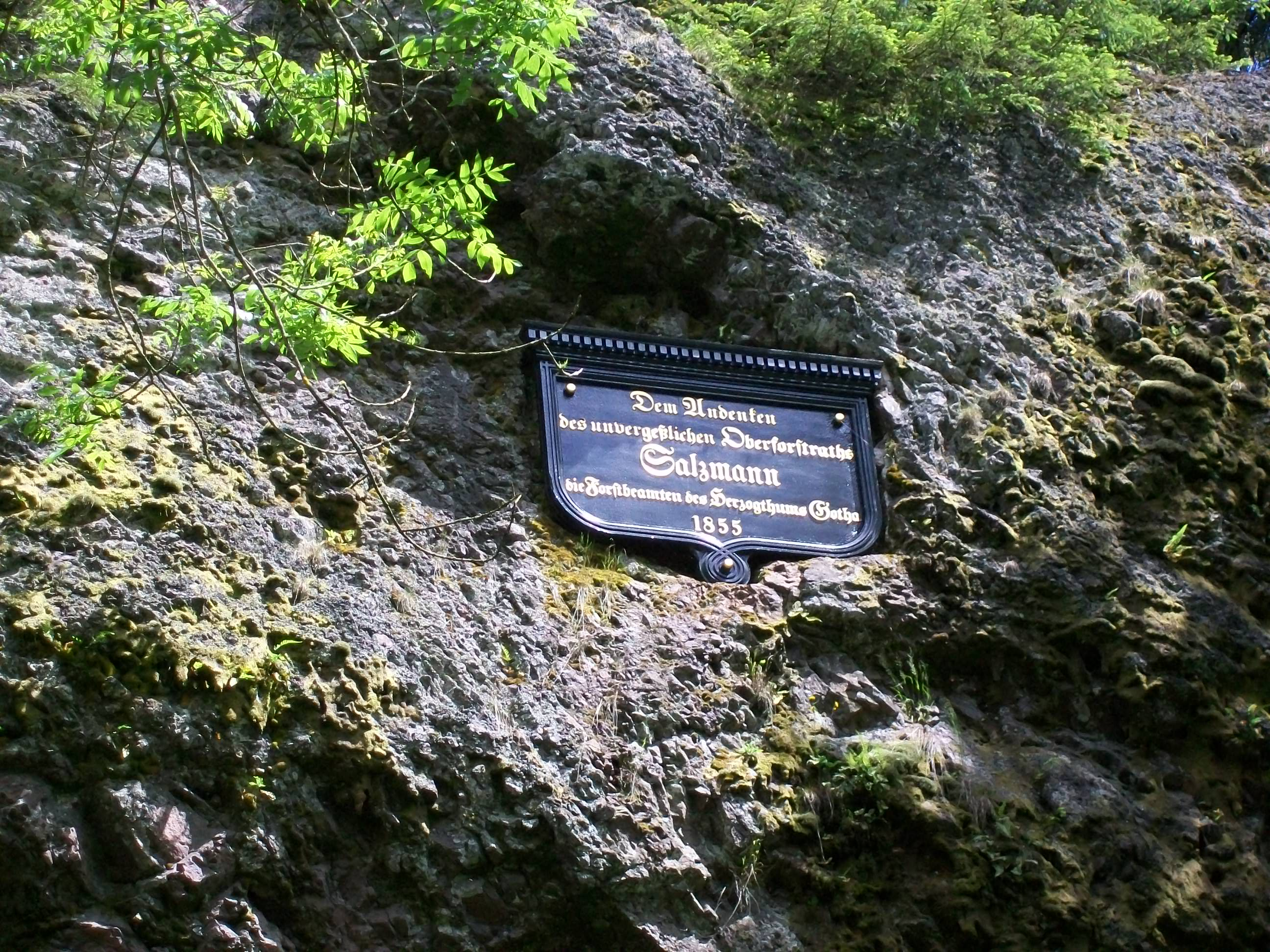
Gedenktafel für den Namensgeber der Straße beim Triefstein in Luisenthal

Die Salzmannstraße ist eine alte Handelsstraße, die über den Thüringer Wald führt. Diese 13 Kilometer lange Auffahrt zum Rennsteig wurde mit einer geringen Steigung gebaut, sodass sie auch von Kutschen ohne Vorspann befahren werden konnte. Auf der Straße wurde vornehmlich Salz, aber auch andere Waren wie Pottasche, Färberwaid, Erze, gepökelter Fisch transportiert. Allerdings hat die Straße ihren Namen nicht vom transportierten Salz, sondern von ihrem Erbauer Ernst Julius Theodor Salzmann (siehe unten).
Sie wurde erbaut, weil die alte Straße von Elgersburg nach Ilmenau, die durch das so genannte Steigertal führte, zu steil für Pferdegespanne ohne Vorspann war. Dieser Weg führte von der Elgersburger Kirche über die Steigerstraße zum Steigereck (693 m ü. NN) beim Waldgasthof Schöffenhaus. Von hier führten Wege nach Manebach, am Hangeberg vorbei nach Ilmenau-Sturmheide (früher als „Schmücker Straße“ oder, noch früher, „Suhler Landstraße“ bezeichnet) und über den Mönchhof zur Schmücke. Die Salzmannstraße ist etwa 2 km länger als die alte Verbindung.  
Die zur Entlastung der Steigerstraße gebaute Salzmannstraße beginnt in Elgersburg an der Kirche. In etwa 4 km Entfernung verlief die Handelsstraße Lübeck-Nürnberg (heute etwa die B 4) durch Roda, die von Erfurt über Ilmenau nach Eisfeld führt und auf diesem Abschnitt Frauenwalder Straße genannt wurde. Sie führt hinauf, heute als Schmücker Straße, vorbei am heutigen Hotel am Wald und weiter etwa 200 m unterhalb des Gipfels vorbei an der Hohen Warte, sodann am Osthang des Rumpelsbergs (Mönchswald) auf die Wasserscheide zwischen Ilm und Gera. Hier folgt der Mönchhof, eine Waldgaststätte, die seit mehreren Jahrhunderten an der Salzmannstraße steht. Hier trifft sie auf Wege nach Ilmenau, Manebach und Gehlberg. Die Höhe ü. NN beträgt auf diesem Abschnitt etwa 750 Meter. 
Der nächste Abschnitt führt zu Zwei Wiesen, einer Quellaue beim Großen Rödel, wo von Süden aus dem Tal der Ilm vom Meyersgrund ein Weg einmündet. Hier steht ein Soldatengrab. Auf dem Abschnitt zwischen Mönchhof und Zwei Wiesen ist die Salzmannstraße die Gemeindegrenze zwischen Ilmenau im Osten und Geratal im Westen. Der Wanderer betritt nun das Gemeindegebiet von Gehlberg. 
Am nächsten Wegkreuzungspunkt, am Paradies in 769 m, biegt der Weg nach Gehlberg nördlich ab. 
Dahinter folgt der Anstieg zur Schmücke am Nordrand des Freibachtals entlang, vorbei am Aschbach (768,2 m), der Spielmannsleite (784 m) und dem Sachsenstein (915,3 m). Die Schmücke in 940 Metern Höhe ist Endpunkt der Salzmannstraße. Hier traf sie auf den Rennsteig und mehrere Handelswege, die hinab nach Suhl führten. 
Die Salzmannstraße ist heute von Elgersburg bis zum Mönchhof als Schmücker Straße (ehem. L 2645), danach als Fahrweg oder Forststraße eingestuft. Ihr Belag besteht bis zum Mönchhof aus Asphalt, danach aus feinem Kies. Die Straße ist besonders bei Rad- und Skifahrern beliebt, da sie einen verhältnismäßig einfachen (mit geringer Steigung) Anstieg zu den Höhen des Thüringer Waldes darstellt. Die Streckenabschnitte, die als Forstwege gekennzeichnet sind, sind jedoch für Radfahrer und gelegentlich anzutreffende Pferdekutschen nicht erlaubt (Verkehrsschild 250 in Verbindung mit 1026–37). 

## Namensgebung
Die Salzmannstraße ist benannt nach dem Oberforstmann  Ernst Julius Theodor Salzmann (1792–1855), Sohn des deutschen Pädagogen und evangelischen Pfarrers Christian Gotthilf Salzmann (1744–1811). Große Verdienste erwarb sich Ernst Salzmann in früheren Jahren beispielsweise im Vermessungswesen der gothaischen Domänenforste. Er legte die ersten Grundlagen zu dem im gothaischen Thüringer Wald vorzüglichen Waldwegebau. Dabei kamen ihm seine erstaunliche Orientierungsgabe und Gedächtnisstärke zugute.